# Kuddägglav
Kuddägglav (Candelariella coralliza) är en lavart som först beskrevs av William Nylander och fick sitt nu gällande namn av Hugo Magnusson. 
Kuddägglav ingår i släktet Candelariella och familjen Candelariaceae.  Arten är reproducerande i Sverige. Inga underarter finns listade i Catalogue of Life.

## Källor

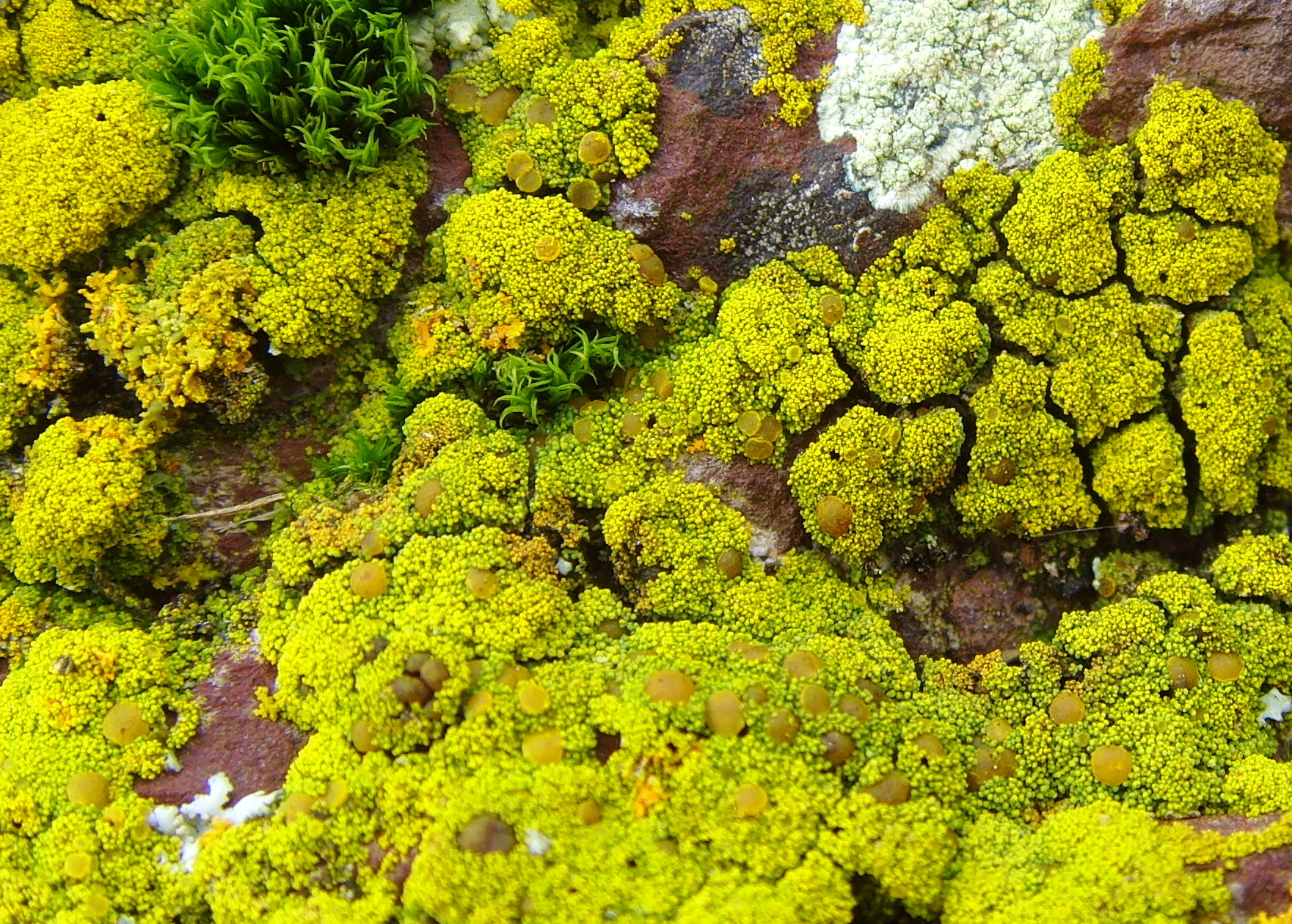
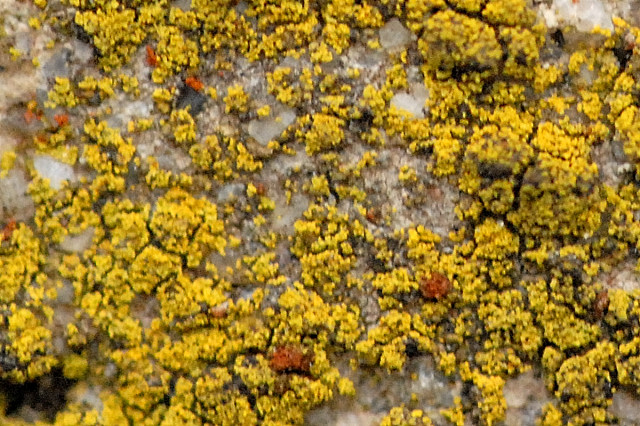
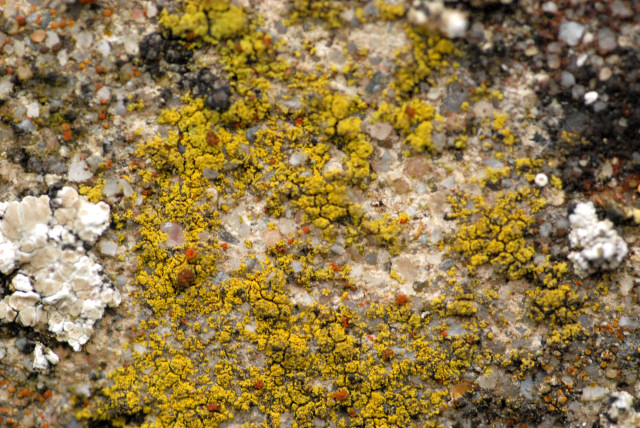